# Вансборо (Мэн)
Вансборо (англ. Vanceboro) — небольшой городок в округе Вашингтон штата Мэн, США.
Население — 147 человек (2000). 18,4% населения имеет доход ниже прожиточного уровня.
Вансборо расположен на реке Сент-Круа на границе с канадской провинцией Нью-Брансуик. Город является крайней восточной точкой автотрассы Maine State Route 6. Через реку построен мост Сент-Круа-Вансборо (англ. Saint Croix-Vanceboro Bridge), связывающий город с канадским населённым пунктом Сен-Круа.